# Para-Leichtathletik-Weltmeisterschaften 2017
| Medaillenspiegel (Stand nach 202 von 202 Entscheidungen – 27. Juli 2017) | Medaillenspiegel (Stand nach 202 von 202 Entscheidungen – 27. Juli 2017) | Medaillenspiegel (Stand nach 202 von 202 Entscheidungen – 27. Juli 2017) | Medaillenspiegel (Stand nach 202 von 202 Entscheidungen – 27. Juli 2017) | Medaillenspiegel (Stand nach 202 von 202 Entscheidungen – 27. Juli 2017) | Medaillenspiegel (Stand nach 202 von 202 Entscheidungen – 27. Juli 2017) |
| Platz                                                                    | Land                                                                     | G                                                                        | S                                                                        | B                                                                        | TL                                                                       |
| ------------------------------------------------------------------------ | ------------------------------------------------------------------------ | ------------------------------------------------------------------------ | ------------------------------------------------------------------------ | ------------------------------------------------------------------------ | ------------------------------------------------------------------------ |
| 1                                                                        | VR China                                                                 | 30                                                                       | 17                                                                       | 18                                                                       | 65                                                                       |
| 2                                                                        | USA                                                                      | 20                                                                       | 19                                                                       | 20                                                                       | 59                                                                       |
| 3                                                                        | Großbritannien                                                           | 18                                                                       | 8                                                                        | 13                                                                       | 39                                                                       |
| 4                                                                        | Ukraine                                                                  | 12                                                                       | 6                                                                        | 11                                                                       | 29                                                                       |
| 5                                                                        | Australien                                                               | 11                                                                       | 9                                                                        | 8                                                                        | 28                                                                       |
| 6                                                                        | Tunesien                                                                 | 10                                                                       | 6                                                                        | 8                                                                        | 24                                                                       |
| 7                                                                        | Algerien                                                                 | 9                                                                        | 4                                                                        | 6                                                                        | 19                                                                       |
| 8                                                                        | Deutschland                                                              | 8                                                                        | 7                                                                        | 7                                                                        | 22                                                                       |
| 9                                                                        | Brasilien                                                                | 8                                                                        | 7                                                                        | 6                                                                        | 21                                                                       |
| 10                                                                       | Südafrika                                                                | 5                                                                        | 8                                                                        | 2                                                                        | 15                                                                       |
| …                                                                        |                                                                          |                                                                          |                                                                          |                                                                          |                                                                          |
| 20                                                                       | Schweiz                                                                  | 3                                                                        | 1                                                                        | –                                                                        | 4                                                                        |
| …                                                                        |                                                                          |                                                                          |                                                                          |                                                                          |                                                                          |
| 37                                                                       | Österreich                                                               | 1                                                                        | 1                                                                        | 1                                                                        | 3                                                                        |
| …                                                                        |                                                                          |                                                                          |                                                                          |                                                                          |                                                                          |
| 56                                                                       | Luxemburg                                                                | –                                                                        | 1                                                                        | –                                                                        | 1                                                                        |
| …                                                                        |                                                                          |                                                                          |                                                                          |                                                                          |                                                                          |
| Vollständiger Medaillenspiegel                                           |                                                                          |                                                                          |                                                                          |                                                                          |                                                                          |

Die Para-Leichtathletik-Weltmeisterschaften 2017 (auch Leichtathletik-Weltmeisterschaften der Behinderten) (englisch World Para Athletics Championships) waren die achten Para-Leichtathletik-Weltmeisterschaften und fanden vom 14. bis 23. Juli 2017 in der britischen Hauptstadt London statt. Die Wettkämpfe wurden im dortigen Olympiastadion im Queen Elizabeth Olympic Park ausgetragen.
1056 Athletinnen und Athleten aus 90 Nationen konkurrierten bei 202 Medaillenentscheidungen. 
Die Greater London Authority (GLA) sollte die Finanzierung garantieren.

## Bewerberstädte
Im Rahmen der Paralympischen Sommerspiele 2012 brachte sich London als Austragungsort für die Leichtathletik-WM der Behinderten im Jahr 2017 ins Gespräch. Das International Paralympic Committee (IPC) bestätigte Mitte Oktober 2012, dass London die einzige offizielle Bewerberstadt ist und man nahe einer Vereinbarung mit dem britischen Leichtathletikverband UK Athletics und dem Londoner Rathaus sei.
Ursprünglich wollten sich die Briten mit Birmingham und dem Alexander Stadion bewerben, aber auf Grund des enormen Erfolges mit ausverkauftem Olympiastadion in London bei den Sommer-Paralympics unterstützte auch der Londoner Bürgermeister Boris Johnson eine Bewerbung der Hauptstadt.
Am 19. Dezember 2012 wurde London als Austragungsort der Para-WM 2017 bekannt gegeben, und die Greater London Authority sollte in Zusammenarbeit mit einigen Institutionen als Organisator fungieren.

## Teilnehmende Nationen
90 Nationen mit 1056 Sportlern und Sportlerinnen nahmen teil. Da das Russische Paralympische Komitee (RPC) vom IPC im August 2016 des Staatsdopings für schuldig befunden wurde, war Russland von der Teilnahme ausgeschlossen.
| - Ägypten (7) - Algerien (19) - Angola (3) - Argentinien (16) - Australien (37) - Bahrain (2) - Belgien (5) - Bermuda (1) - Brasilien (25) - Bulgarien (9) - Chile (5) - Costa Rica (2) - Dänemark (7) - Deutschland (22) - Ecuador (10) - Estland (1) - Finnland (7) - Flüchtlingsteam (2) - Frankreich (23) - Georgien (2) - Ghana (3) - Griechenland (27) - Großbritannien (50) - Hongkong (5) - Indien (29) - Irak (10) - Iran (20) - Irland (10) - Island (1) - Italien (12) | - Jamaika (8) - Japan (50) - Kap Verde (2) - Kanada (23) - Kasachstan (4) - Katar (6) - Kenia (19) - Kolumbien (9) - Kroatien (13) - Kuba (6) - Kuwait (12) - Lettland (5) - Libyen (4) - Litauen (10) - Luxemburg (1) - Malaysia (6) - Marokko (14) - Mauritius (6) - Mexiko (21) - Moldau (2) - Mongolei (2) - Montenegro (3) - Namibia (5) - Neuseeland (6) - Niederlande (10) - Nicaragua (3) - Norwegen (3) - Österreich (5) - Oman (2) - Polen (49) | - Portugal (18) - Rumänien (5) - Saudi-Arabien (3) - Schweden (12) - Schweiz (8) - Senegal (1) - Serbien (6) - Singapur (3) - Slowakei (5) - Slowenien (2) - Spanien (30) - Sri Lanka (3) - Südafrika (21) - Südkorea (6) - Taiwan (3) - Thailand (14) - Trinidad und Tobago (4) - Tschechien (22) - Tunesien (16) - Türkei (27) - Uganda (1) - Ukraine (27) - Ungarn (6) - USA (50) - Usbekistan (7) - Vereinigte Arabische Emirate (15) - Vietnam (1) - VR China (49) - Belarus (8) - Zypern (2) |